# Copceac (Ștefan Vodă)
Copceac è un comune della Moldavia situato nel distretto di Ștefan Vodă di 2.577 abitanti al censimento del 2004.